# Porfiriaat
Het Porfiriaat (Spaans: Porfiriato) is een periode in de Mexicaanse geschiedenis die ruwweg duurde van 1876 tot 1911, de periode waarin Porfirio Díaz president van Mexico was. Het Porifiriaat werd gekenmerkt door een overwegend liberale economische politiek en een dictatoriale sociale politiek. Sociale en politieke spanningen leidden uiteindelijk tot de Mexicaanse Revolutie.

## Economie

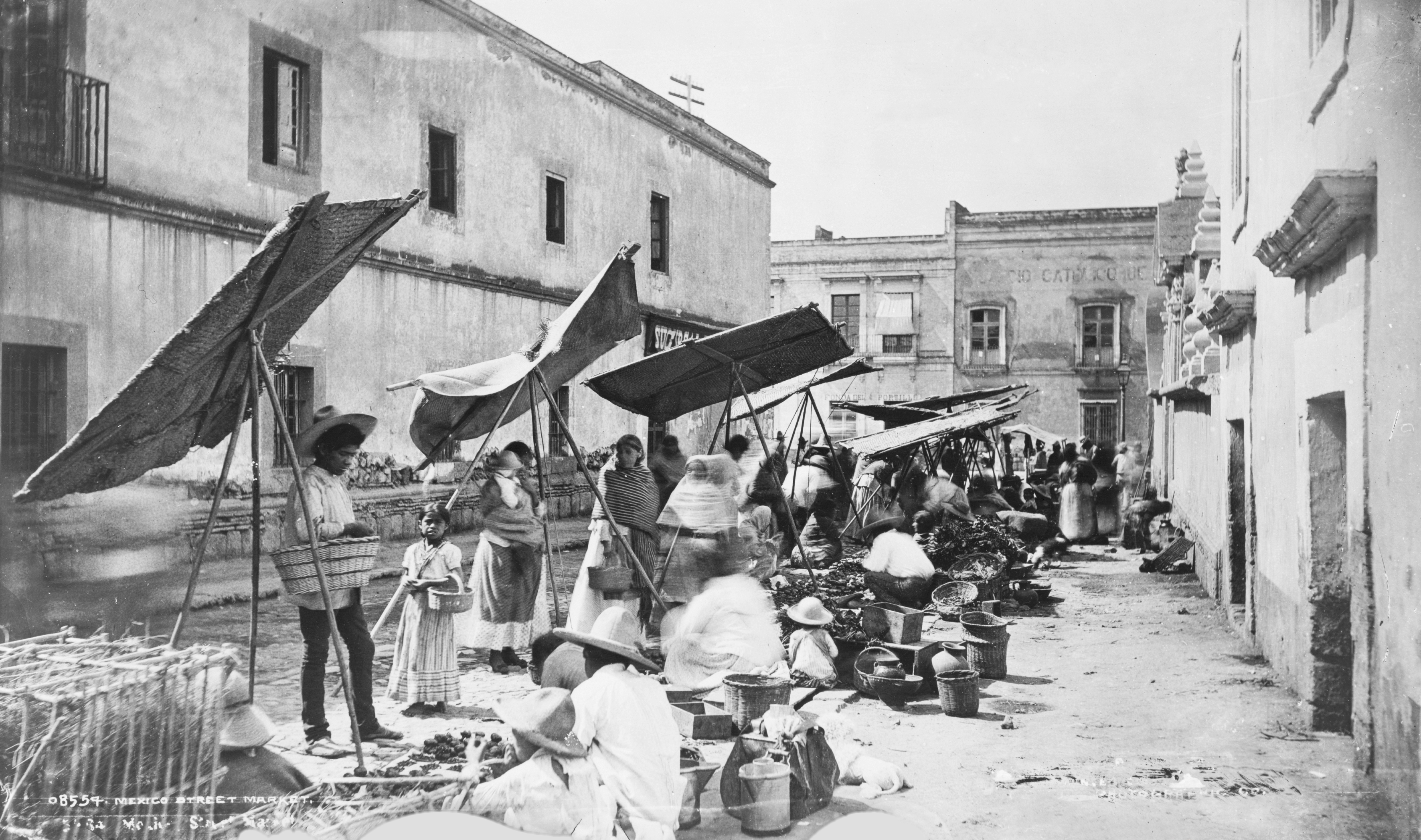
Markt in Mexico-Stad, 1885

Porfirio Díaz voerde een liberale economische politiek. Onder zijn bewind investeerden talloze buitenlandse investeerders in Mexico. Ook immigranten waren meer dan welkom. Díaz deed er alles aan om buitenlandse, voornamelijk Amerikaanse en Franse, industriëlen aan Mexico te binden. Dit ging vaak ten koste van Mexicaanse arbeiders en boeren. Uit het Porfiriaat stamt dan ook het gezegde "Mexico: moeder voor de buitenlanders, stiefmoeder voor de Mexicanen". Een belangrijke pion in het economisch beleid was Díaz' minister José Yves Limantour.
Veel geld werd gestoken in de infrastructuur. Zo werd er 20.000 kilometer aan spoorwegen aangelegd. Ook de mijnbouw werd gestimuleerd. Nieuwe zilvermijnen werden geopend in voorheen afgelegen gebieden. Sleutelwoord van het industriële beleid was importsubstitutie, Mexico moest zelf gaan produceren wat voorheen geïmporteerd moest worden. Ook de export nam toe, Díaz poogde van Mexico een exportland te maken door de arbeidskosten laag te houden. Dit ging dan ook zeer ten koste van het levenspeil van de bevolking.
Díaz bevorderde verder grootschalige landbouw. Hij maakte hiermee gebruik van de wet-Lerdo, die tijdens de Reforma al werd ingevoerd. Volgens deze wet werden kerkelijke en gemeenschappelijke gronden (ejido's) onteigend en bij opbod verkocht. Dorpsbewoners die eerst de ejido's bewerkten hadden in principe voorkeursrecht, maar toch kwam het erop neer dat grootgrondbezitters het meeste grond in handen kreeg. Zo werden er enorme haciënda's gecreëerd. Luis Terrazas bijvoorbeeld, bezat een landgoed van ongeveer 20.000 km², ruim 1% van het totale Mexicaanse grondgebied. Toch vielen de landbouwopbrengsten tegen. Er was weliswaar enige groei, maar ten eerst kwam dat voornamelijk doordat er nieuwe grond in gebruik werd genomen, en niet omdat de oude grond efficiënter werd bebouwd, en ten tweede werd de groei in de voedselproductie bijna geheel tenietgedaan door de bevolkingsgroei. Hongersnoden kwamen daarom nog voor. Veel boeren werden het slachtoffer van peonage, een aan horigheid grenzende vorm van schuldslavernij. Eventuele opstanden hiertegen werden onderdrukt door de rurales, de beruchte plattelandspolitie. De rurales maakten gretig gebruik van de Ley de Fuga die het hen toestond verdachten en misdadigers dood te schieten wanneer dezen probeerden te vluchten. Banditisme, van oudsher een plaag in Mexico, werd fors teruggebracht.
De socioloog en econoom Andrés Molina Enríquez wees op het inefficiënte karakter van de haciënda, en meende dat Mexico achtergebleven zou blijven zolang dit systeem zou blijven bestaan. Destijds vond hij voor zijn ideeën echter geen gehoor; in de hoogste kringen was men helemaal niet van mening dat Mexico achtergebleven was, en Díaz werd geprezen om zijn werk voor de modernisering van Mexico. Het feit dat een groot deel van de bevolking in armoede leefde werd gerechtvaardigd met sociaal darwinisme; kennelijk waren de armen gewoon niet sterk genoeg. Indianen werden stelselmatig gediscrimineerd. Díaz zelf was half Indiaans (zijn moeder was een Mixteekse) en dus mesties. In Díaz ogen konden Indianen alleen hogeropklimmen wanneer zij zich de westerse of mestiezencultuur eigen maakten.

## Politiek

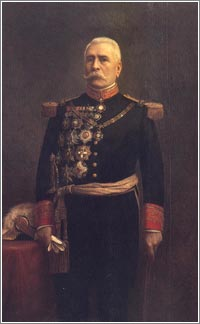
Porfirio Díaz

Porfirio Díaz was oorspronkelijk aan de macht gekomen door het omverwerpen van Sebastián Lerdo de Tejada in 1876. Lerdo was in 1872 gekozen tot president, en in 1876 werd hij opnieuw gekozen. Dit was tegen het zere been van Díaz en andere anti-reëlectionisten. Volgens hen was Lerdo een dictator en moest omvergeworpen worden. Na zijn termijn te hebben uitgezeten trad Díaz keurig af. De nieuwe president was Manuel González. In feite was González slechts een marionet van Díaz. González' regering liep weinig voorspoedig, en in 1884 liet Díaz zich weer opnieuw tot president kiezen. Wel moest hij de grondwet aanpassen, om hem een tweede termijn toe te staan. Later voerde hij nog een keer een grondwetswijziging door, dit keer om alle belemmeringen op herverkiezing te schrappen.
Elke vier jaar werd Díaz hierop herkozen. Intussen wist hij steeds meer greep op de macht te krijgen. Alle gouverneurs werden langzaam maar zeker vervangen door aanhangers van Díaz. Het politieke systeem in Mexico gedurende het Porfiriaat wordt wel een piramide van banden en loyaliteiten genoemd, met Pofirio Díaz bovenaan. De socioloog Molina Enríquez vergeleek Díaz wel met de Romeinse keizer Augustus. Hoewel hij op papier de republikeinse instellingen had laten bestaan regeerde hij in feite als een monarch. Voor gouverneurs, senatoren, afgevaardigden en burgemeesters bestonden weliswaar verkiezingen, maar niemand kon zich kandidaat stellen zonder de steun van Díaz, en de verkiezingen waren dan ook in het geheel niet competitief. Evenals Díaz bleven gouverneurs vaak decennialang regeren en bouwden ze eigen patronagesystemen op, terwijl ze zelf aan Díaz gehoorzaam bleven. Voorbeelden hiervan zijn Luis Terrazas in Chihuahua, Bernardo Reyes in Nuevo León en Próspero Cahuantzi in Tlaxcala. Om zich heen verzamelde Díaz zijn technocratische adviseurs, científicos genaamd. Dit waren positivistische juristen en economen die het regeringsbeleid uitstippelden en bijzonder impopulair waren bij zowel de bevolking als aanhangers van Díaz die niet tot deze cirkel behoorden. Met het oog op zijn hoge leeftijd besloot Díaz in 1904 het ambt van vicepresident weer in te voeren, met de gedachte dat deze hem na zijn dood zou kunnen opvolgen. Díaz wees de impopulaire en corrupte Ramón Corral aan, waardoor hij enkele van zijn aanhangers van zich vervreemdde.
Tot op het laagste niveau liet Díaz zijn macht gelden. Hij maakte er een punt van alle brieven die aan hem waren geschreven persoonlijk te beantwoorden.

## Cultuur

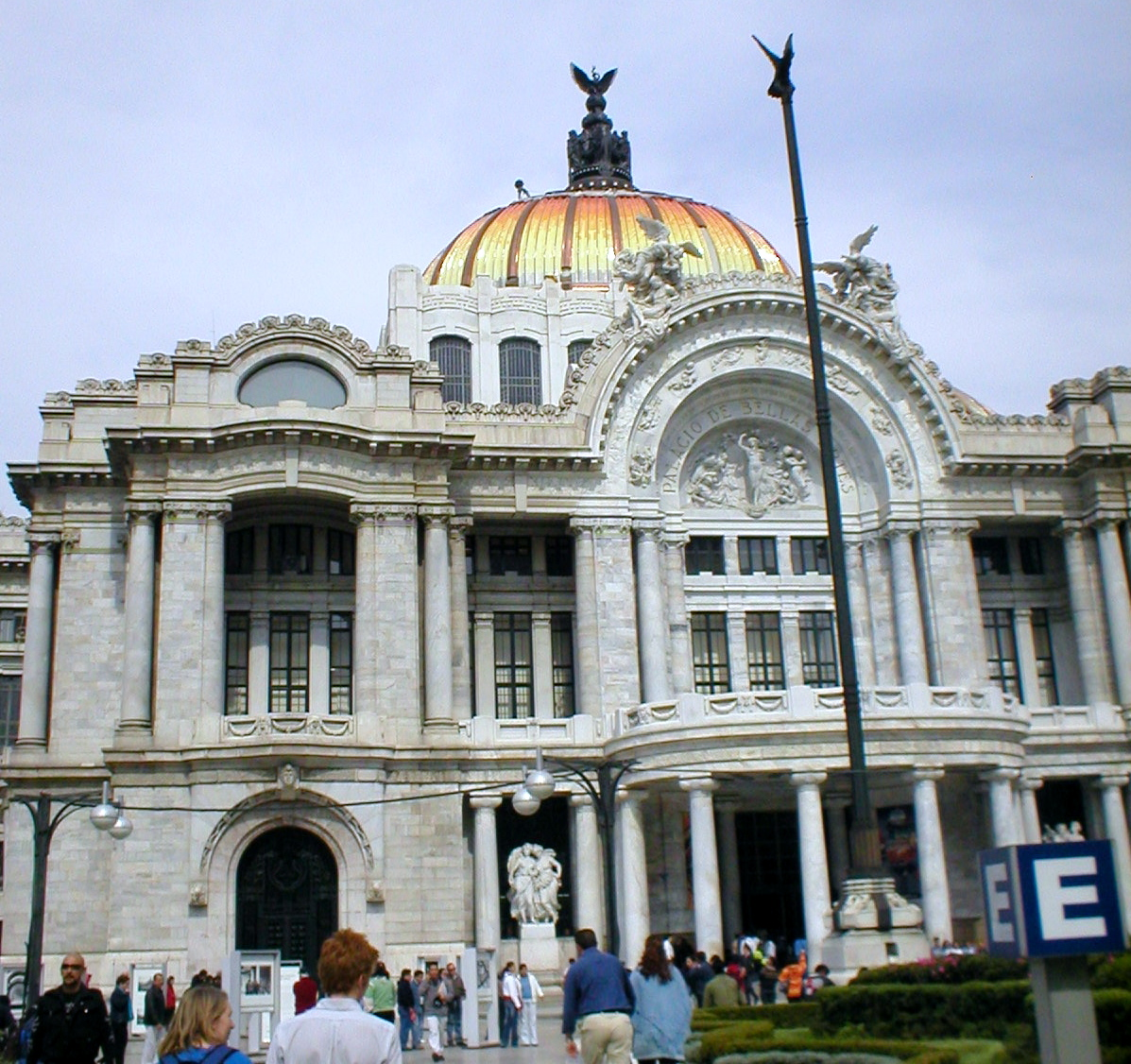
Het Paleis voor Schone Kunsten, een van de prominentste Porfiriaanse bouwwerken in Mexico-Stad

Porfirio Díaz was een francofiel, hij was een bewonderaar van de Franse cultuur. Opmerkelijk genoeg vergaarde Porfirio Díaz voor het eerst roem door zijn overwinningen in de strijd tegen de Fransen gedurende de Franse Interventie in Mexico. Hele wijken van Mexico-Stad, waaronder Condesa en Polanco, liet hij in Franse architectonische stijl opbouwen, waardoor de hoofdstad de bijnaam 'het Parijs van de Nieuwe Wereld' kreeg. Díaz liet tal van schilders uit Frankrijk overkomen en wilde alleen door Franse obers bediend worden. Toen Gustavo Campo een opera schreef over Nezahualcóyotl wegens de honderdjarige onafhankelijkheidsverklaring van Mexico werd deze in het Frans gezongen, en niet in het Spaans. Díaz' Franse gebruiken werden bespot door zijn tegenstanders. José Guadalupe Posada bijvoorbeeld, werd beroemd door zijn gravures van in Franse kleding uitgedoste skeletten.
Voor het eeuwfeest van de onafhankelijkheid in 1910 werden in Mexico-Stad grote festiviteiten georganiseerd. Er werden verschillende monumenten gebouwd, waaronder de befaamde Ángel de la Independencia. Voor de westerse wereld was Mexico onder het Porfiriaat een beschaafd land geworden, zodat hoogwaardigheidsbekleders uit de hele wereld de festiviteiten bezochten. De Franse delegatie bracht voor de gelegenheid de 'sleutels van Mexico-Stad' mee, die tijdens de Franse interventie ontvreemd was, en de Spaanse delegatie bracht het uniform en de wapenrusting van de door Díaz bewonderde onafhankelijkheidsstrijder José María Morelos mee.

## Val
Hoewel de sociale problemen aan het eind van Díaz regering enorm waren, was het een politiek voorval dat hem uiteindelijk de das omdeed. In 1908 verklaarde hij in een interview met James Creelman dat hij zich in 1910 niet meer verkiesbaar zou stellen, omdat hij Mexico naar eigen zeggen voldoende 'opgevoed' had, en had klaargestoomd voor democratie. Hij kwam hier snel op terug, maar toch besloot de liberaal Francisco I. Madero zich kandidaat te stellen voor het presidentschap. Madero wist al snel veel steun te vergaren, waarna Díaz hem gevangen zette. Ook enkele van zijn voormalige vertrouwelingen, ontevreden met zijn keuze voor Corral als vicepresident, steunden Díaz niet meer onvoorwaardelijk.
Bij de verkiezingsuitslag bleek dat Díaz met overweldigende meerderheid had gewonnen, en Madero maar een fractie van de stemmen had gehaald. Het was duidelijk dat hier bedrog in het spel was. Madero wist te vluchten naar de Verenigde Staten, waar hij het Plan van San Luis Potosí opstelde. Verschillende, overwegend socialistische rebellen sloten zich bij hem aan, waaronder Emiliano Zapata en Pancho Villa. Op 20 november 1910 brak de opstand tegen Díaz uit. Het federale leger, dat gedurende Díaz' regering nauwelijks gemoderniseerd was, was geen partij voor de opstandelingen. Begin 1911 vluchtte Díaz naar Frankrijk. Er vonden nieuwe verkiezingen plaats, die gewonnen werden door Madero. Madero's bondgenoten keerden zich echter tegen hem. De Mexicaanse Revolutie was losgebarsten, en het komende decennium zou Mexico een bloedbad worden.

## Neo-Porfirisme?

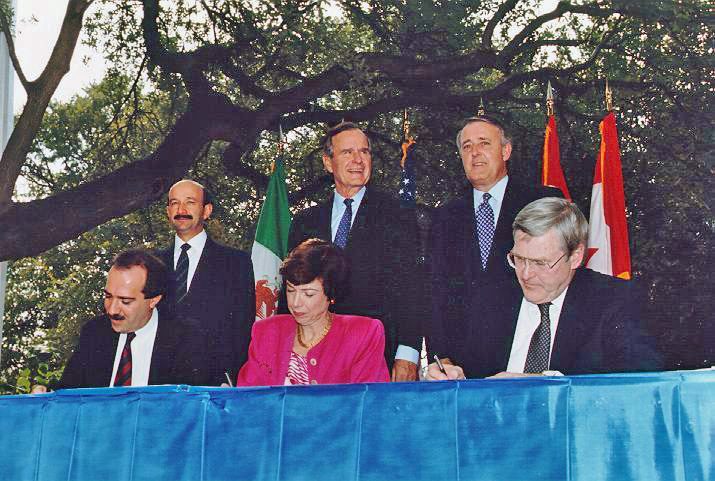
Ondertekening van de NAFTA

Eind jaren 80 werden in Mexico tal van neoliberale hervormingen doorgevoerd, voornamelijk onder Carlos Salinas de Gortari. Dit beleid werd door tegenstanders neo-Porfirianisme genoemd. Volgens tegenstanders maakte Salinas de verworvenheden van de Revolutie, waaronder artikel 27 van de grondwet dat het grondbezit regelt, ongedaan. Verder menen ze dat Mexico door het ondertekenen van de NAFTA feitelijk onderworpen zal worden aan de Verenigde Staten net zoals dat gedurende het Porfiriaat het geval was. Aanhangers van Salinas protesteerden tegen deze term. Ze beargumenteerden dat tijden per definitie verschillen, en er daarom niet van neo-Porfirisme sprake kan zijn.